# Neurigona sergii
Neurigona sergii är en tvåvingeart som beskrevs av Negrobov 1988. Neurigona sergii ingår i släktet Neurigona och familjen styltflugor.
Artens utbredningsområde är Tadzjikistan. Inga underarter finns listade i Catalogue of Life.